# Uroptychus toka
Uroptychus toka is een tienpotigensoort uit de familie van de Chirostylidae. De wetenschappelijke naam van de soort is voor het eerst geldig gepubliceerd in 2009 door Schnabel.